# Oporto Challenger 1989
L'Oporto Challenger 1989 è stato un torneo di tennis facente parte della categoria ATP Challenger Series nell'ambito dell'ATP Challenger Series 1989. Il torneo si è giocato a Porto in Portogallo dal 17 al 23 aprile 1989 su campi in terra rossa.

## Vincitori

### Singolare
Andrej Čerkasov ha battuto in finale  Javier Sánchez con il punteggio di 7–6, 7–5

### Doppio
Tomás Carbonell /  Carlos Costa hanno battuto in finale  Paul Haarhuis /  Denis Langaskens con il punteggio di 6–4, 6–3